# Відзнака снайпера

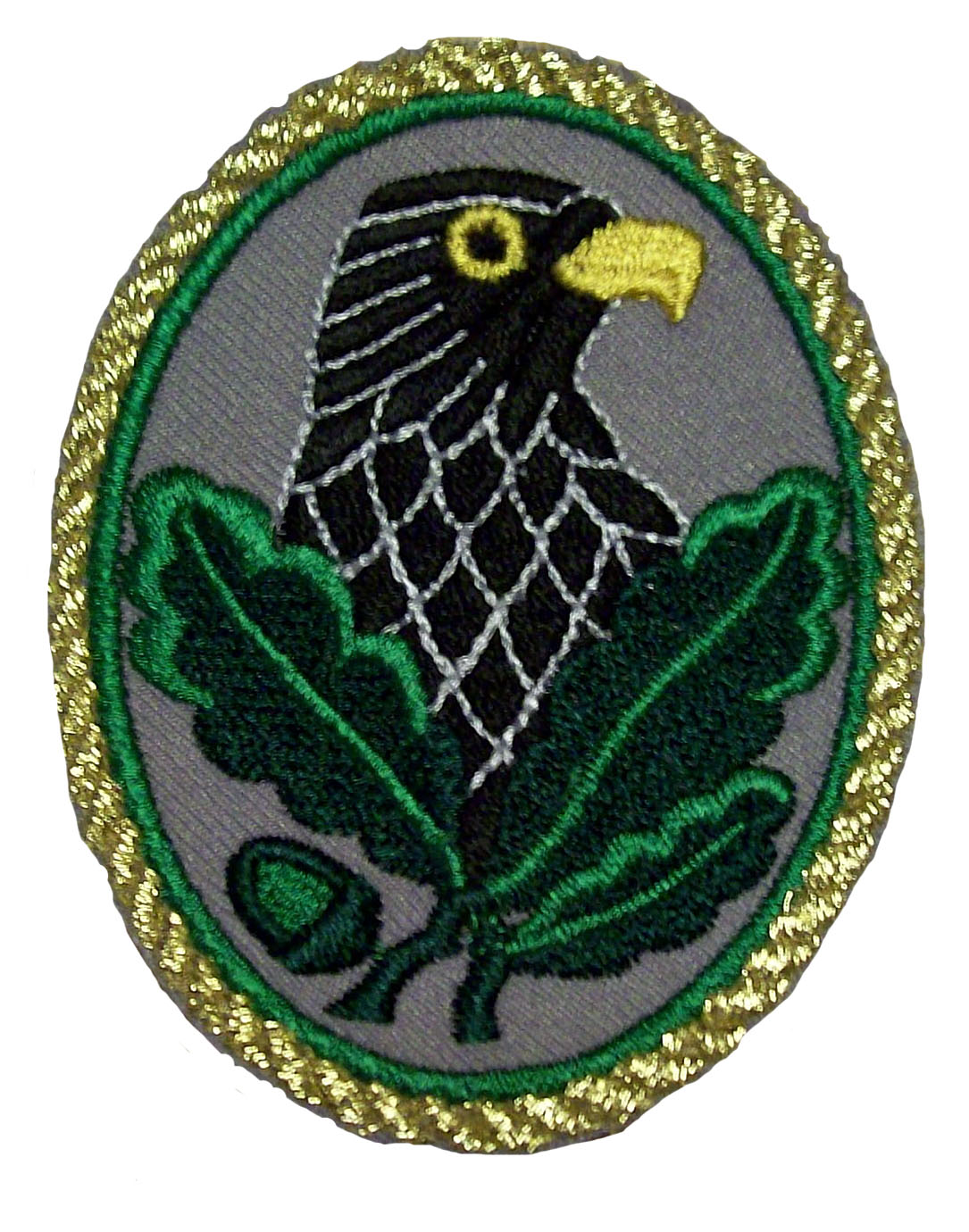
Відзнака снайпера 3-го ступеня

Відзнака снайпера (нім. Scharfschützenabzeichen) — нарукавний шеврон, нагорода для снайперів Вермахту і військ СС (пізніше також стало можливим нагородження військовослужбовців сухопутних частин Люфтваффе і Крігсмаріне).

## Історія
Відзнака снайпера була введена з ініціативи Адольфа Гітлера 20 серпня 1944 року, щоб відзначити найуспішніших стрільців армії і військ СС. За додатковим указом Верховного командування німецьких Збройних сил від 14 грудня 1944 року, стало можливим нагородження солдатів інших родів військ.

## Опис знака
Відзнака німецького снайпера виготовлялася з стандартного армійського сукна кольору фельдграу (сірий). Мала овальну форму розміром 70×55 мм. На ній будь-яким способом вишивалися чорна голова орла з жовтим дзьобом, з трьома зеленими дубовим листям і жолудем.

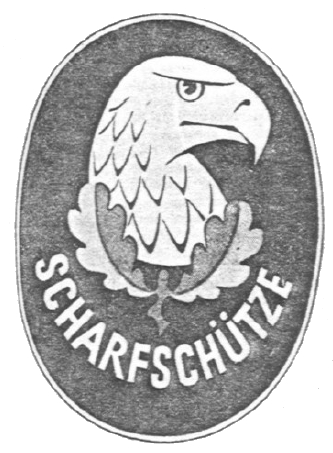
Перший варіант відзнаки, який так і не був реалізований

Згідно з європейськими геральдичним традиціям орел символізує силу, пильність, агресивність. Дубове листя в геральдиці і військових нагородах -символ сили, могутності, мужності і військової доблесті. Якщо дубове листя зображувалися разом з жолудями, це служило емблемою зрілої, повної сили.

## Умови нагородження
Відзнака мала 3 ступеня, які відрізнялись кольором обрамлення. У відзнаки снайпера, на відміну від інших нагород, чим вищий номер ступені, тим вищий ступінь нагороди:
- Відзнака 3-го ступеня (із золотим обрамленням) — за 60 і більше підтверджених знищень ворога.
- Відзнака 2-го ступеня (із срібним обрамленням) — за 40 підтверджених знищень ворога.
- Відзнака 1-го ступеня (без обрамлення) — за 20 підтверджених знищень ворога.

Відлік починали вести з 1 вересня 1944 року. Підтвердження ураження цілі підтверджувалось офіцером або двома солдатами/унтер-офіцерами, які зафіксували факт знищення. В умовах війни реальна кількість перемог снайпера перевищувало задокументовані поразки, крім того, як правило, снайперам не зараховували цілі, ліквідовані поза «полювання», скажімо, при відбитті атак в складі своїх підрозділів.
Снайпери, які мали вже мали свій рахунок, часто чималий, до зазначеної дати, по суті обнулили свої дані, і в залежності від кількості вбитих солдатів противника вони нагороджувалися Залізним хрестом 1-го або 2-го класу.
Знак носився на правому рукаві. У 1945 році, після випадків негайної розправи над захопленими снайперами, упізнаними по нашивки, багато снайпери вважали за краще не носити снайперський знак на формі.

## Нагороджені відзнакою 3-го ступеня
- Маттеус Гетценауер
- Йозеф Аллербергер
- Бруно Суткус
- Гайнц Вагнер
- Фрідріх Пайн

## Цікаві факти
- У відеогрі Velvet Assassin відзнака 3-го ступеня є одним із колекційних предметів. Всього у грі можна знайти 6 відзнак.